# Cao Lãnhstadion
Het Cao Lãnhstadion (Vietnamees: Sân vận động Cao Lãnh) is een multifunctioneel stadion in Cao Lãnh, een stad in Vietnam. 
Het stadion wordt vooral gebruikt voor voetbalwedstrijden, de voetbalclub Đồng Tháp F.C. maakt gebruik van dit stadion. In het stadion is plaats voor 23.000 toeschouwers. 